# Гусаковський Всеволод Володимирович
Гусаковський Всеволод Володимирович (рос. Всеволод Владимирович Гуссаковский; 1904—1948) — російський ентомолог, гіменоптеролог, провідний фахівець з жалких перетинчастокрилих. Описав близько 500 нових видів, підвидів і пологів. Ще більше 100 таксонів було названо ім'ям gussakovskii як визнання його заслуг.

## Біографія
Народився жовтні 1904 року у Царському Селі у сім'ї дворянина. Батько офіцер-артилерист Володимир Леонідович, кавалер трьох Георгіївських хрестів, учасник трьох воєн: російсько-китайської, російсько-японської та першої світової. Мати Марія Олександрівна.
У 1922 році закінчив школу II ступеня в Костромі, де пройшли його ранні роки. У 1924 році закінчив лісовий факультет Землевпорядного та лісового інституту. 1936 року присуджено вчений ступінь кандидата біологічних наук без захисту дисертації. У 1934—1946 роках науковий співробітник Інституту зоології та паразитології Академії наук Таджицької РСР у Сталінабаді (нині Душанбе).
У 1946 році переїхав до Ленінграда, щоб працювати в Зоологічному інституті АН СРСР (ЗІН). Однак, не маючи в квартирі, він часто ночував у ЗІНі, у знайомих, і врешті його влаштували «кутовим мешканцем» до прибиральниці інституту Манефи Єгорівної Денисової (майбутньої офіційної дружини, яка жила в однокімнатній квартирі в будинку інституту). Але оскільки він не мав прописки, офіційно його в штат ЗІН так і не взяли. Тому влітку 1948 року він з дружиною поїхали на Далекий Схід. Влаштувався у Судзухінський (нині Лазовський) заповідник науковим співробітником. Він знав кілька мов, особливо латинську, німецьку та французьку, був чудовим колектором комах. Але часто страждав на напади епілепсії.
Помер у 1948 році від важкої хвороби в Лазовському заповіднику (у селищі Валентин за 15 км на північ від бухти Тачингоу, Приморський край). За іншою версією загинув на Хабаровському залізничному вокзалі, впавши під час нападу епілепсії і вдарившись головою об рейки.

## Внесок
Був великим фахівцем з жалких перетинчастокрилих, у тому числі, з ос Spheciformes, а також з інших ос (Pompilidae, Vespidae) і бджіл (Apoidea), їздців і пильщиків (Symphyta). Автор двох перших у своєму роді фундаментальних монографій про пильщиків у серії Фауна СРСР. Розділ про жалких комах Aculeata в класичній книзі Холодковського «Курс ентомології, теоретичної та прикладної» (1931) був довірений йому як провідному фахівцеві. Він відкрив і вперше для науки описав близько 500 нових таксонів: 28 родів та підродів, 479 видів та підвидів. Більше 100 таксонів були названі на його честь (57 видів перетинчастокрилих, 29 двокрилих, 13 жуків та інші, наприклад, оса Priocnemis gussakovskii).